# Brachiosaurus altithorax
Brachiosaurus (il cui nome significa "lucertola dalle lunghe braccia") è un genere estinto di dinosauro sauropode brachiosauride vissuto nel Giurassico superiore, circa 154-153 milioni di anni fa (Kimmeridgiano), in quella che oggi è la Formazione Morrison, in Nord America. L'animale fu descritto da Elmer S. Riggs nel 1903, sulla base di alcuni fossili ritrovati nel Grand River Canyon (ora Colorado River), nella parte occidentale del Colorado, Stati Uniti. Riggs nominò il suo dinosauro come B. altithorax, dichiarandolo "il più grande dinosauro conosciuto". Il Brachiosaurus aveva un collo sproporzionatamente grande, un cranio relativamente piccolo, e grandi dimensioni, tipiche dei sauropodi. Tuttavia, le proporzioni di Brachiosaurus sono differenti dalla maggior parte dei sauropodi, come le zampe anteriori che erano ben più lunghe delle zampe posteriori, portando il tronco ad avere una posizione inclinata, e la coda era piuttosto breve in proporzione al collo di altri sauropodi dello stesso ambiente.
Il Brachiosaurus è il genere omonimo della famiglia dei brachiosauridae, che comprende una manciata di altri sauropodi simili. Infatti, molto di ciò che si conosce circa Brachiosaurus si basa sui reperti più completi del genere affine Giraffatitan, una specie di sauropode brachiosauride della Formazione Tendaguru, in Tanzania, originariamente descritto dal paleontologo tedesco Werner Janensch come una specie africana di Brachiosaurus. Tuttavia, successive ricerche dimostrarono che le differenze tra la specie tipo di Brachiosaurus e il materiale proveniente dal Tendaguru erano fin troppo significative e che il materiale africano doveva essere collocato in un genere separato. Successivamente sono state segnalate diverse potenziali nuove specie di Brachiosaurus, dall'Africa e dall'Europa, ma nessuna di queste sembra effettivamente appartenere al genere Brachiosaurus.
Il Brachiosaurus è uno dei sauropodi più rari della Formazione Morrison. L'esemplare tipo di B. altithorax è tuttora il campione più completo, e si pensa che solo una manciata dei campioni raccolti appartenga realmente al genere. Fin dalla sua scoperta si pensava che l'animale si nutrisse delle cime degli alberi, mangiando la vegetazione più alta arrivando anche, eventualmente, a 9 metri (30 piedi) dal suolo. A differenza degli altri sauropodi, e dalla sua rappresentazione nel film Jurassic Park (1993), il Brachiosaurus non era in grado di issarsi sulle zampe posteriori per sollevarsi ulteriormente.

## Descrizione

Dimensioni di Brachiosaurus, a confronto con un uomo

### Dimensioni
Dal momento che abbiamo materiale più completo per il "Brachiosaurus" brancai (Giraffatitan) che per B. altithorax, la maggior parte delle stime dimensionali si riferiscono in effetti al genere africano. Inoltre sembra che i resti del Brachiosaurus si riferiscano a un esemplare sub-adulto. Nel corso degli anni, il peso di B. altithorax è stato stimato a 35 tonnellate a 43,9 tonnellate a 28,7 tonnellate e, più recentemente, 56,3 tonnellate. Quando alcuni autori tentarono di stimare il peso di Giraffatitan, scoprirono che questi animali erano più leggeri di quanto si credeva; per Brachiosaurus le stime passarono da 31,5 tonnellate per Paul (1988), a 39,5 tonnellate per Mazzetta et al. (2004), a 23,3 tonnellate per Taylor (2009), fino a 34,0 tonnellate per Benson et al. (2014). La lunghezza di Brachiosaurus è comunque stimata a 26 metri. L'altezza è invece stimata a 12-13 metri.
Come tutti i dinosauri sauropodi, il Brachiosaurus era un animale quadrupede con un cranio piccolo, collo lungo, un grande torace con una sezione trasversale ad alta ellissoide, una lunga coda muscolosa e snella, e arti colonnari. Il cranio aveva un muso robusto e largo, con ossa mascellari spesse, e denti a forma di cucchiaio. Come nel genere affine Giraffatitan, sulla fronte dell'animale era presente un arco osseo davanti agli occhi che circondava l'apertura nasale, sebbene questo arco non fosse grande quanto quello del genere africano. Le ossa del collo del tronco possedevano numerosi alveoli collegati al sistema polmonare, invadendo le vertebre e le costole, riducendo notevolmente il peso complessivo dell'animale. Cosa piuttosto insolita per un sauropode, il Brachiosaurus aveva le zampe anteriori più lunghe di quelle posteriori. L'omero (osso del braccio) del Brachiosaurus era relativamente leggero per le sue dimensioni, misurando ben 2,04 metri di lunghezza nel campione tipo, mentre il femore (osso della coscia) misurava solo 2,03 metri. A differenza di altri sauropodi, i brachiosauridi avevano le spalle leggermente distese, e la gabbia toracica era insolitamente profonda. Ciò rendeva il tronco dell'animale insolitamente inclinato, con il quarto anteriore del corpo sollevato verso l'alto e il quarto posteriore più in basso. Nel complesso, questa forma ricorda le moderne giraffe più di qualsiasi altro animale vivente.

### Scheletro
Sebbene la colonna vertebrale del tronco (o torace) di Brachiosaurus non sia completamente conosciuta, è probabile che la parte dorsale fosse composta da dodici vertebre dorsali; ciò si può dedurre dallo scheletro dorsale completo conservato in un esemplare non assegnato di brachiosauride, BMNH R5937. Le vertebre della parte anteriore della colonna dorsale erano leggermente più alte ma molto più lunghe rispetto a quelle della parte posteriore. Questo contrasta con quanto osservato in Giraffatitan, in cui le vertebre anteriori erano molto più alte ma solo lievemente più lunghe. I centri vertebrali (i corpi delle vertebre), ovvero la parte inferiore delle vertebre, in Brachiosaurus erano più allungati e di sezione quasi circolare, mentre in Giraffatitan erano più larghi che alti. I forami (piccole aperture) sui lati dei centri, che permettevano l'intrusione dei sacchi aerei, erano più grandi rispetto a quelli di Giraffatitan. Le diapofisi (ampie proiezioni ossee che si estendono lateralmente dall'arco neurale) erano orizzontali, a differenza di quelle di Giraffatitan, che erano inclinate verso l'alto. Queste proiezioni articolavano con le costole alle estremità, e la superficie articolare non aveva la tipica forma triangolare osservabile in Giraffatitan. In vista laterale, le spine neurali (proiezioni che si innalzano verso l'alto dalla vertebra) erano verticali e larghe alla base il doppio rispetto alla sommità; in Giraffatitan invece erano inclinate all'indietro e non si allargavano alla base. In vista frontale o posteriore, le spine neurali di Brachiosaurus si allargavano verso l'alto.

### Cranio
Secondo la ricostruzione di Carpenter e Tidwell, il cranio assegnato proveniente dal Felch Quarry misurava circa 81 centimetri di lunghezza, dal condilo occipitale (alla base del cranio, sul retro) fino alla parte anteriore delle premascelle (le ossa frontali della mascella superiore), rendendolo il più grande cranio di sauropode rinvenuto nella Formazione Morrison. D'Emic e Carrano, invece, stimarono una lunghezza di circa 70 centimetri, e, se proporzionalmente simile a quello di Giraffatitan, un'altezza di circa 55 centimetri e una larghezza di 35 centimetri. Nel complesso, il cranio era alto, come in Giraffatitan, e presentava un muso lungo (circa il 36% della lunghezza del cranio, secondo Carpenter e Tidwell) davanti alla barra nasale tra le narici, un tratto tipico dei brachiosauridi. Il muso appariva piuttosto smussato visto dall'alto (caratteristica anch’essa simile a Giraffatitan) e, poiché era inclinato rispetto al resto del cranio, dava l'impressione di essere rivolto verso il basso.

## Classificazione

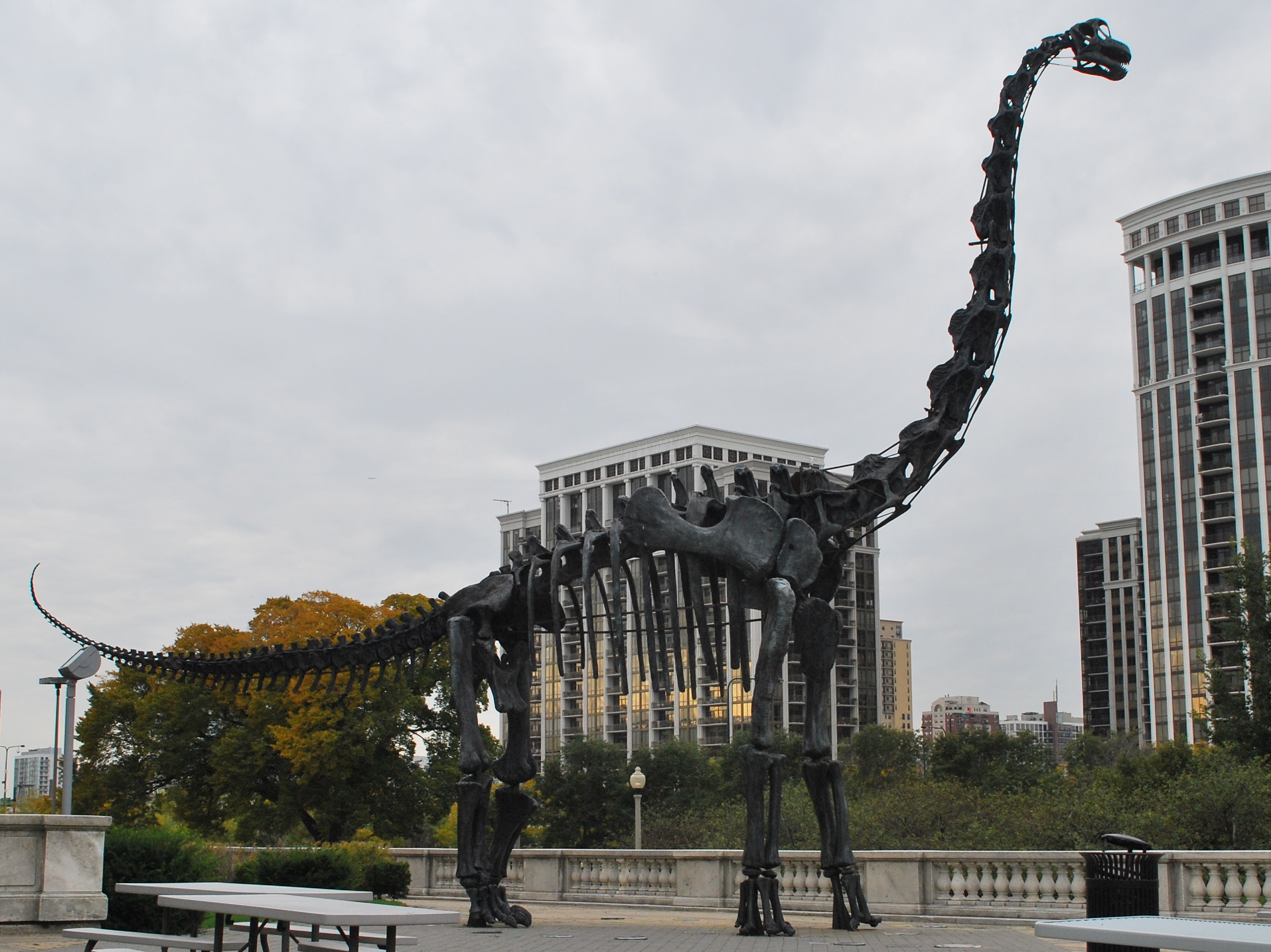
Replica dello scheletro fuori il FMNH

Nel 1903, nella sua descrizione preliminare dell’olotipo ancora non completamente preparato, Riggs considerò il Brachiosaurus un evidente membro dei Sauropodi. Per verificarne la validità come genere a sé stante, lo confrontò con altri generi già nominati in precedenza, come Camarasaurus, Apatosaurus, Atlantosaurus e Amphicoelias, la cui validità egli stesso mise in dubbio a causa della scarsità di materiale fossile sovrapponibile. A causa dell'incertezza sulle relazioni tra questi generi, si poteva dire ben poco riguardo alle affinità del Brachiosaurus. Nel 1904, Riggs descrisse in modo più dettagliato l'olotipo di Brachiosaurus, concentrandosi in particolare sulle vertebre. Ammetteva di aver inizialmente ipotizzato una stretta parentela con Camarasaurus, ma in seguito concluse che il Brachiosaurus fosse più strettamente imparentato con Haplocanthosaurus. Entrambi i generi presentavano una sola fila di spine neurali sul dorso e avevano anche un bacino ampio. Riggs ritenne che le differenze rispetto agli altri taxa fossero abbastanza marcate da giustificare l’istituzione di una nuova famiglia, quella dei Brachiosauridae, di cui Brachiosaurus è il genere eponimo. Secondo Riggs, Haplocanthosaurus rappresentava la forma più primitiva della famiglia, mentre Brachiosaurus era quella più specializzata.
Nel corso degli anni, una serie di sauropodi sono stati assegnati alla famiglia dei brachiosauridi, tra cui Astrodon, Bothriospondylus, Dinodocus, Pelorosaurus, Pleurocoelus ed Ultrasaurus, sebbene la maggior parte di questi generi sono attualmente considerati generi dubbi o di posizionamento incerto. Un'analisi filogenetica sui sauropodi pubblicata nella descrizione di Abydosaurus trovarono che il genere formava un clado con Brachiosaurus e Giraffatitan. Una successiva e più mirata analisi si focalizzò su del possibile materiale di brachiosauride asiatico formando un clado che comprendeva Abydosaurus, Brachiosaurus, Cedarosaurus, Giraffatitan e Paluxysaurus, ma non Qiaowanlong, il putativo brachiosauride asiatico. Generi correlati con Brachiosaurus includono Lusotitan e Sauroposeidon. La famiglia dei brachiosauridi è situata alla base del clado dei Titanosauriformes, un gruppo di sauropodi che comprende anche i Titanosauri.

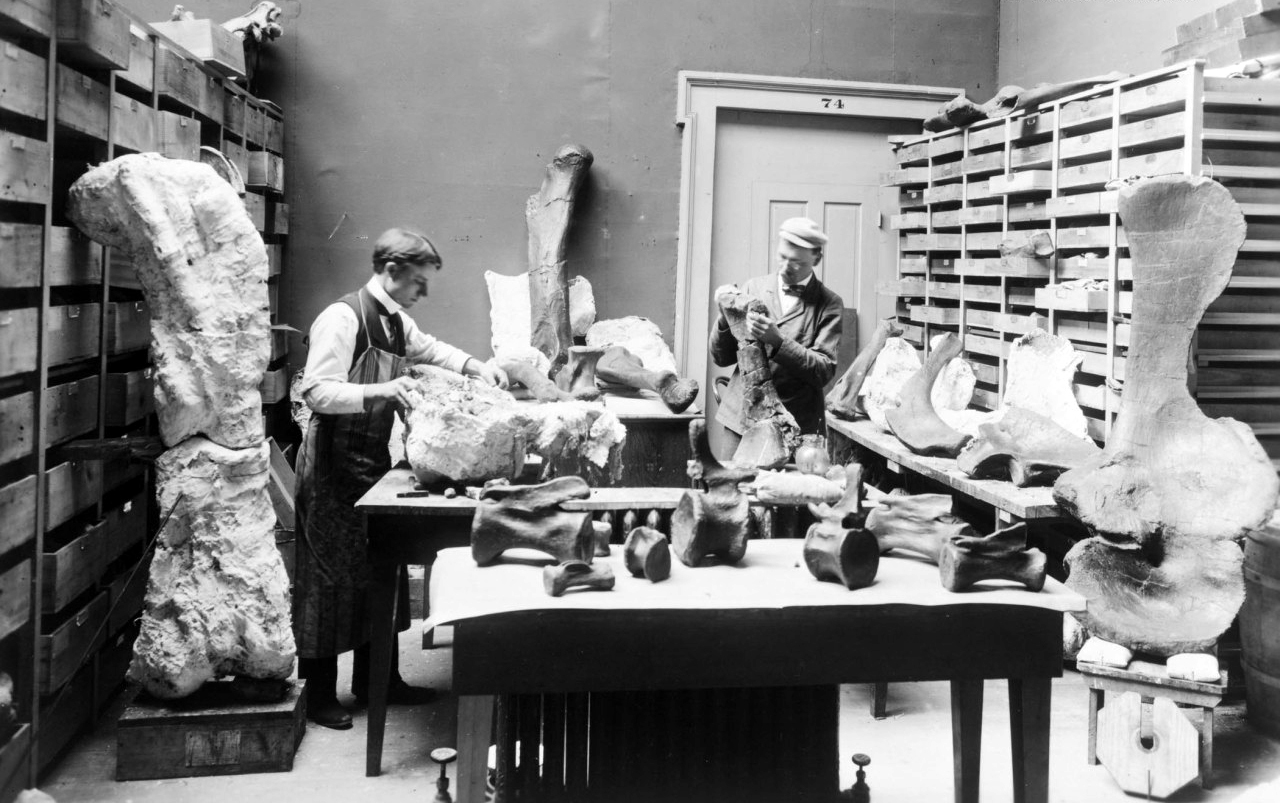
Riggs e H.W. Menke mentre esaminano le ossa di Brachiosaurus altithorax

Nella sua nuova diagnosi, Taylor diagnostica a Brachiosaurus una serie di caratteristiche, molte riscontrate nelle vertebre dorsali. Tra le caratteristiche della famiglia dei brachiosauridi vi è il rapporto tra la lunghezza dell'omero e quella del femore, con l'osso del braccio quasi più lungo dell'osso della coscia), ed un albero femorale molto appiattito (rapporto ≥1.85).
Cladogramma sulla famiglia dei brachiosauridae, secondo gli studi di D'Emic (2012):
|  | Brachiosaurus                                                                               |
|  |                                                                                             |
|  | \| \| Abydosaurus \| \| \| \| \| \| Cedarosaurus \| \| \| \| \| \| Venenosaurus \| \| \| \| |
|  |                                                                                             |
|  | Abydosaurus                                                                                 |
|  |                                                                                             |
|  | Cedarosaurus                                                                                |
|  |                                                                                             |
|  | Venenosaurus                                                                                |
|  |                                                                                             |

|  | Abydosaurus  |
|  |              |
|  | Cedarosaurus |
|  |              |
|  | Venenosaurus |
|  |              |

|  | Brachiosaurus                                                                               |
|  |                                                                                             |
|  | \| \| Abydosaurus \| \| \| \| \| \| Cedarosaurus \| \| \| \| \| \| Venenosaurus \| \| \| \| |
|  |                                                                                             |
|  | Abydosaurus                                                                                 |
|  |                                                                                             |
|  | Cedarosaurus                                                                                |
|  |                                                                                             |
|  | Venenosaurus                                                                                |
|  |                                                                                             |

|  | Abydosaurus  |
|  |              |
|  | Cedarosaurus |
|  |              |
|  | Venenosaurus |
|  |              |

|  | Brachiosaurus                                                                               |
|  |                                                                                             |
|  | \| \| Abydosaurus \| \| \| \| \| \| Cedarosaurus \| \| \| \| \| \| Venenosaurus \| \| \| \| |
|  |                                                                                             |
|  | Abydosaurus                                                                                 |
|  |                                                                                             |
|  | Cedarosaurus                                                                                |
|  |                                                                                             |
|  | Venenosaurus                                                                                |
|  |                                                                                             |

|  | Abydosaurus  |
|  |              |
|  | Cedarosaurus |
|  |              |
|  | Venenosaurus |
|  |              |

|  | Brachiosaurus                                                                               |
|  |                                                                                             |
|  | \| \| Abydosaurus \| \| \| \| \| \| Cedarosaurus \| \| \| \| \| \| Venenosaurus \| \| \| \| |
|  |                                                                                             |
|  | Abydosaurus                                                                                 |
|  |                                                                                             |
|  | Cedarosaurus                                                                                |
|  |                                                                                             |
|  | Venenosaurus                                                                                |
|  |                                                                                             |

|  | Abydosaurus  |
|  |              |
|  | Cedarosaurus |
|  |              |
|  | Venenosaurus |
|  |              |

Le analisi cladistiche permettono agli scienziati di determinare quali nuovi tratti siano condivisi dai membri di un gruppo, ovvero le loro sinapomorfie. Secondo uno studio del 2009 condotto da Taylor, Brachiosaurus altithorax condivide con gli altri brachiosauridi una caratteristica classica: l'omero (l'osso del braccio superiore) è lungo almeno quanto il femore, o quasi, con un rapporto tra la lunghezza dell'omero e quella del femore pari ad almeno 0,9. Un altro tratto condiviso è la forma molto appiattita del femore: la sua larghezza trasversale è almeno 1,85 volte quella misurata dall’anteriore al posteriore.

### Specie

#### Brachiosaurus altithorax

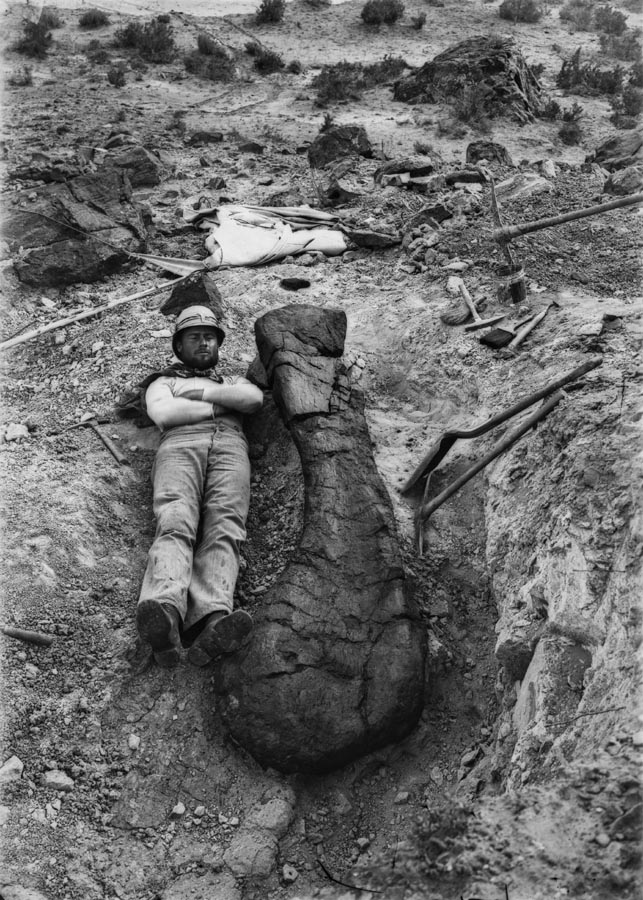
Un assistente di Riggs steso vicino a un omero fossile di Brachiosaurus altithorax durante gli scavi nel 1900

L'olotipo, FMNH P 25107, del genere Brachiosaurus e la specie B. altithorax, consiste nell'omero destro (osso del braccio), il femore destro (osso della coscia), l'ileo destro (osso dell'anca), il coracoide destro (osso della spalla), l'osso sacro (vertebre fuse dell'anca), le ultime sette vertebre dorsali e due vertebre caudale, ed una pluralità di nervature. Riggs descrisse un coracoide dal lato sinistro del corpo, ma ristudiandola attentamente scoprì che si trattava di un'altra coracoidea destra.
Nel 1969, durante uno studio di Kingham, Brachiosaurus altithorax, insieme ad altre specie ormai assegnate ad altri generi, è stato spostato in un altro genere. Kingham pensava che "B." atalaiensis, "B." brancai e B. altithorax rientrassero tutti nel genere Astrodon, creando numerose nuove specie di Astrodon. Tuttavia la tassonomia di Kingham sui brachiosaurid non è stata accettata da molti autori.

#### Altre specie
Al genere Brachiosaurus, in passato, sono state ascritte varie specie: 
- "B." alataiensis: ritrovato in strati del Kimmeridgiano in Estremadura (Spagna) e originariamente descritto da de Lapparent e Zbyszewski,[24] questa presunta specie di Brachiosaurus è stata messa in dubbio da Upchurch, Barret e Dodson,[9] che la indicarono come un brachiosauride senza nome, per poi venire collocato in un proprio genere, Lusotitan atalaiensis, da Antunes e Mateus.[25] De Lapparent e Zbyszewski descrissero questa specie da una serie di resti, ma senza designarli ad esemplare tipo. Antunes e Mateus selezionarono uno scheletro postcraniale parziale (MIGM 4978, 4798, 4801-4810, 4938, 4944, 4950, 4952, 4958, 4964-4966, 4981-4982, 4985, 8807, 8.793-87.934) come lectotipo; questo esemplare includeva 28 vertebre, chevron, costole, una possibile scapola, omero, ossa dell'avambraccio, un bacino parziale sinistro, ossa delle zampe posteriori, e parte della caviglia destra. Le basse spine neurali, la prominente cresta deltopettorale dell'omero (un sito di inserzione del muscolo sull'osso superiore del braccio), l'omero allungato (molto lungo e sottile), e l'asse lungo dell'ileo inclinato verso l'alto indicano che il Lusotitan atalaiensis è effettivamente un brachiosauride.[25]
- "B." brancai: i cui abbondanti resti furono rinvenuti negli strati del Tendaguru in Tanzania nel 1909,[26] e descritti Janensch sulla base sulla sua descrizione di "Skelett S" (scheletro S), prima di rendersi conto che lo scheletro S comprendeva due individui parziali: S I e S II.[27] Egli dapprima non li designò come una serie sintipi, ma nel 1935 fece di S I (MB.R.2180) il lectotipo. Taylor nel 2009, ignaro di questa azione, ha propose il più grande e completo S II (MB.R.2181) come lectotipo.[1] Esso comprendeva, tra le altre ossa, vari vertebre dorsali, la scapola sinistra, entrambi i coracoidi, entrambe le parti dello sterno, entrambi gli omeri, sia l'ulna sia il radio (inferiori ossa del braccio), una mano destra, una mano parziale sinistra, un pube completo (osso dell'anca), il femore destro, la tibia ed il perone. In seguito, Taylor si rese conto che Janensch, nel 1935, aveva già designato il più piccolo scheletro SI come lectotipo.[28][29] Una nuova valutazione del rapporto tra il materiale africano e americano di brachiosauridi indica che un nome generico separato è garantita per il materiale del Tendaguru, così "B." brancai è stato spostato in un proprio genere: Giraffatitan.[1][2]
- "B." fraasi: specie eretta da Janensch, nel 1914, ma in seguito sinonimizzata con "B." brancai;[27] questo materiale oggi appartiene a Giraffatitan.[1]
- "B." nougaredi: Questa specie è noto solo da resti frammentari scoperti nella parte orientale dell'Algeria, nel deserto del Sahara. Il materiale tipo presente si compone di un osso sacro e alcune metacarpali e falangi sinistre. Nello stesso sito, dove sono state estratte le prime ossa, furono raccolte altre ossa tra cui un avambraccio parziale sinistro, ossa del polso, uno stinco destro, e possibili frammenti di metatarsi.[30] de Lapparent, che ha descritto e nominato il materiale nel 1960, ha riportato la località scoperta come risalente al Giurassico (assegnò le rocce a questa età, in parte a causa della presunta presenza di Brachiosaurus).[30] Questo materiale era dislocato su una superficie di diverse centinaia di metri,[30] e, probabilmente, non rappresenta una singola specie.[31]

#### Possibile materiale

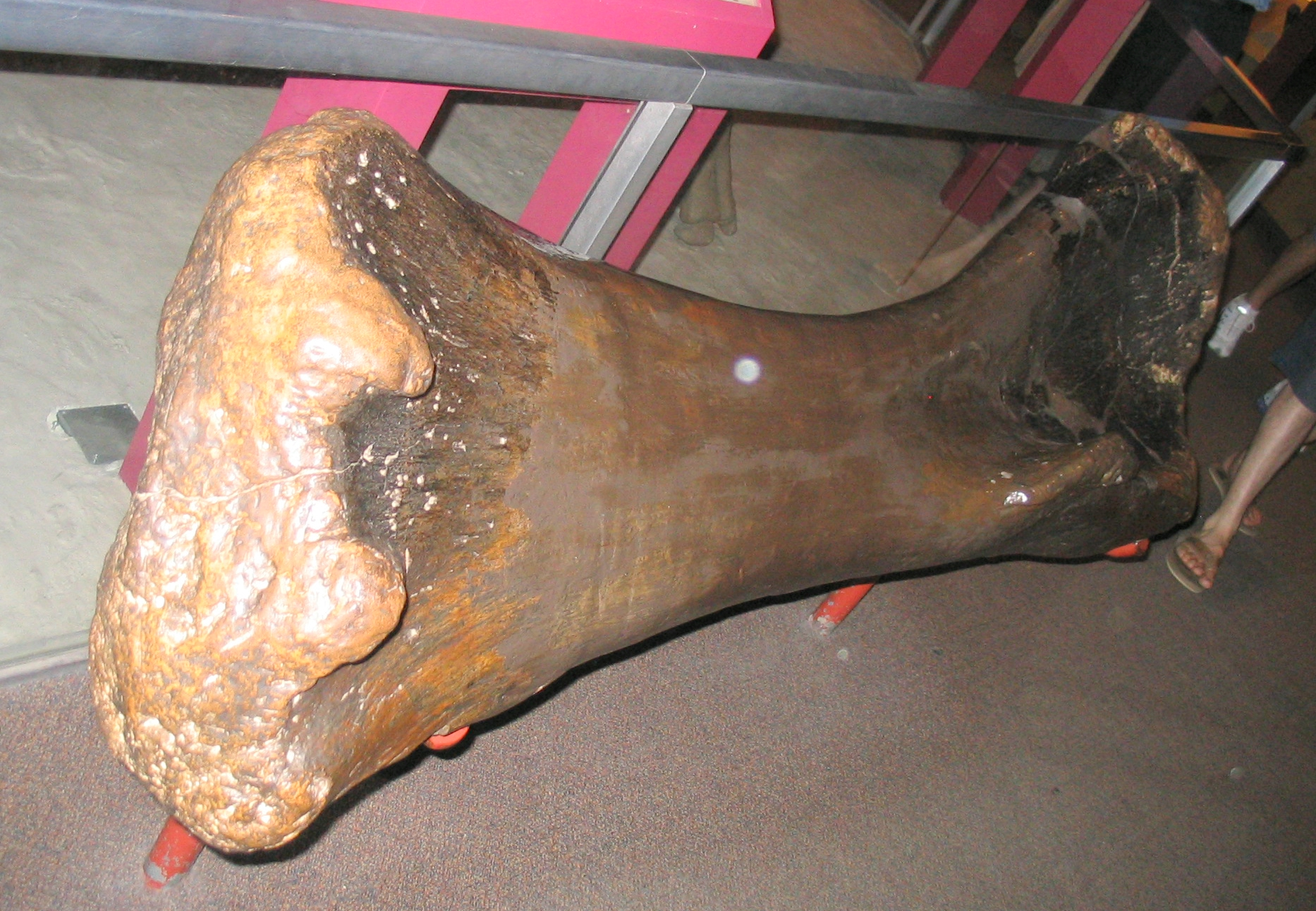
Omero da Potter Creek, esemplare USNM 21903

Taylor (2009) elenca una serie di esemplari di cui Brachiosaurus. Questi includono alcuni materiali, ad esempio, un omero da Potter Creek e del materiale da Dry Mesa Quarry (quest'ultimo parzialmente descritto come Ultrasauros da Jensen), che non chiaramente appartenenti ad un sauropode non-brachiosauride, o almeno non chiaramente riconducibili a Brachiosaurus. Al contrario, una vertebra cervicale e il cranio menzionato prima potrebbero appartenere ad un B. altithorax o ad un brachiosauride ancora sconosciuto dal Nord America. La cervicale è stata ritrovata vicino a Jensen, Utah, da Jensen, e, se appartiene a Brachiosaurus, è uno delle vertebre meglio conservate tra i brachiosauridi americani. Non v'è alcun materiale inequivocabile del cranio, collo, regione dorsale anteriore o distali degli arti o dei piedi. Più recentemente, Carballido et al. (2012) hanno riportato la scoperta di uno scheletro postcraniale quasi completo di un giovane sauropode (circa 2 metri (6,6 piedi) di lunghezza) dalla Formazione Morrison, nel bacino del Bighorn, centro-nord del Wyoming. Questo esemplare è stato originariamente pensato per appartenere ad un diplodocidae, ma gli autori lo hanno reinterpretato come un rappresentante dei brachiosauridae, probabilmente un giovane Brachiosaurus altithorax.
C'era un ampio materiale attribuito a B. brancai nelle collezioni del Museum für Naturkunde di Berlino, alcuni dei quali sono andati distrutti durante la seconda guerra mondiale. Altro materiale è stato trasferito ad altre istituzioni in tutta la Germania, alcuni dei quali furono anch'essi distrutti. Dell'altro materiale supplementare fu raccolto dal Museo di Storia Naturale di Londra nella sua spedizione in Tendaguru. Gran parte o tutto questo materiale probabilmente appartiene a Giraffatitan, anche se alcune ossa potrebbero rappresentare un nuovo brachiosauride africano.

#### Separazione daGiraffatitan

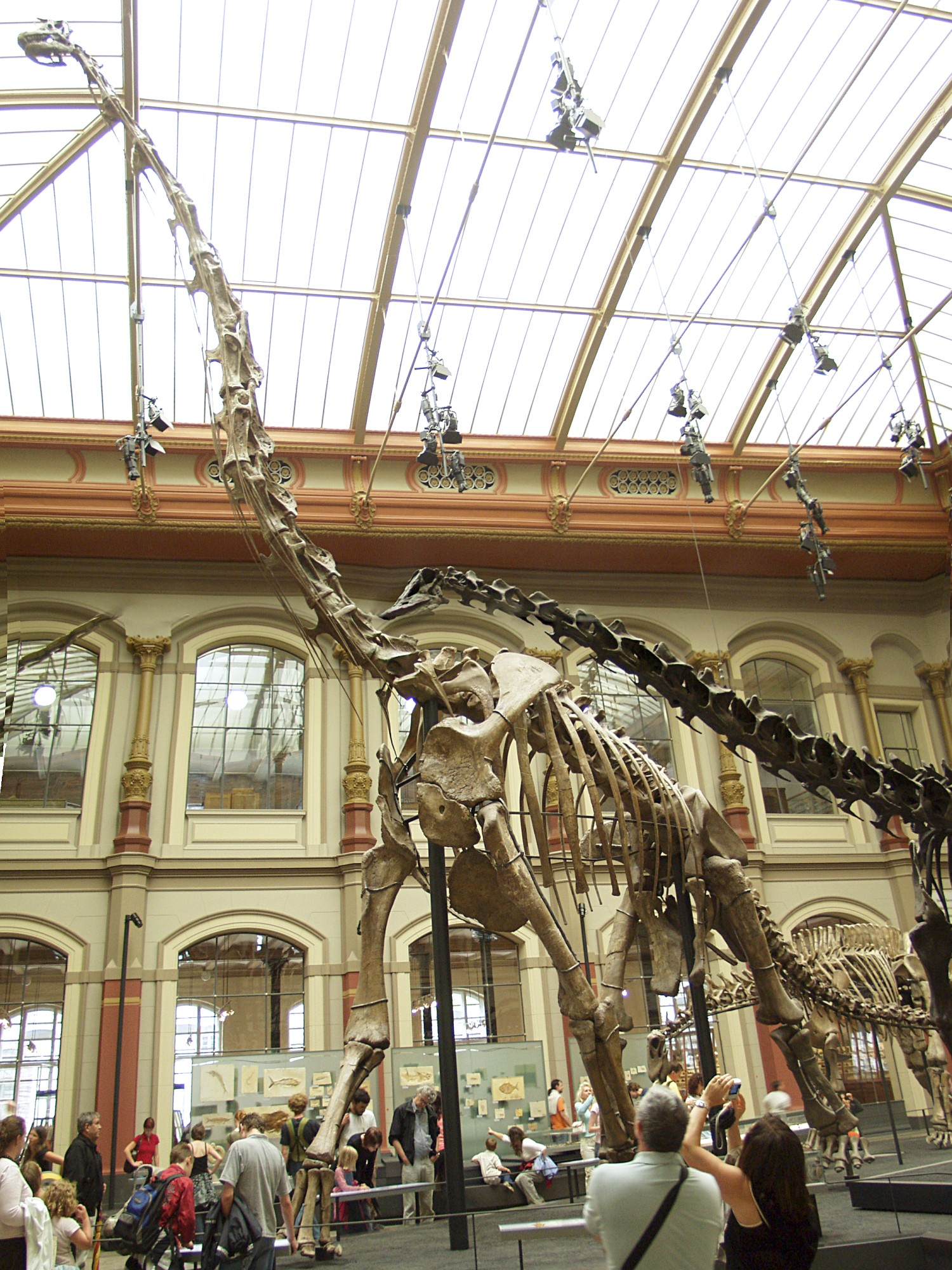
Scheletro di Giraffatitan a Berlino, formalmente conosciuto come Brachiosaurus

Nel descrivere il materiale di brachiosauride dal Tendaguru nel 1914, Janensch elencò una serie di differenze e analogie tra questo campione e B. altithorax. In altre tre pubblicazioni nel 1929, 1950 e nel 1961 Janensch confrontò le due specie più dettagliatamente, elencando 13 caratteri condivisi putativi. Di questi, tuttavia, solo quattro sembravano essere validi, mentre sei riguardavano i gruppi più inclusivi di brachiosauridae, e il resto sono sia difficile da valutare o da farne riferimento a materiale che non è Brachiosaurus.
Nel 1988, Gregory Paul pubblicò una nuova ricostruzione dello scheletro di "B." brancai, evidenziando una serie di differenze in proporzione tra esso e B. altithorax. Primo fra tutti vi è una differenza nel modo in cui le vertebre dorsali variano: sono abbastanza uniformi in B. altithorax, ma variano ampiamente nel materiale africano. Paul credeva che gli elementi degli arti e della cintura scapolare di entrambe le specie sono molto simili, e pertanto suggerì di separarli non in genere, ma solo a livello di sottogenere.
Il Giraffatitan è riassegnato come genere a sé stante dal paleontologo Olshevsky. Uno studio dettagliato di tutto il materiale, compreso gli arti e la cintura scapolare, di Michael Taylor nel 2009 trovarono che vi sono differenze significative tra Brachiosaurus altithorax ed il materiale del Tendaguru, in tutti gli elementi noti da entrambe le specie. Taylor trovò 26 distinti caratteri osteologici, in una differenza maggiore di quella tra, ad esempio, Diplodocus e Barosaurus, e quindi sostenendo che il materiale africano doveva essere collocato in suo genere, ossia Giraffatitan, come la specie G. brancai. Una differenza importante tra i due generi è la forma generale del corpo, con Brachiosaurus che aveva una serie di vertebre dorsali del 23% maggiore e una coda del 20-25% più lunga.

## Storia della scoperta

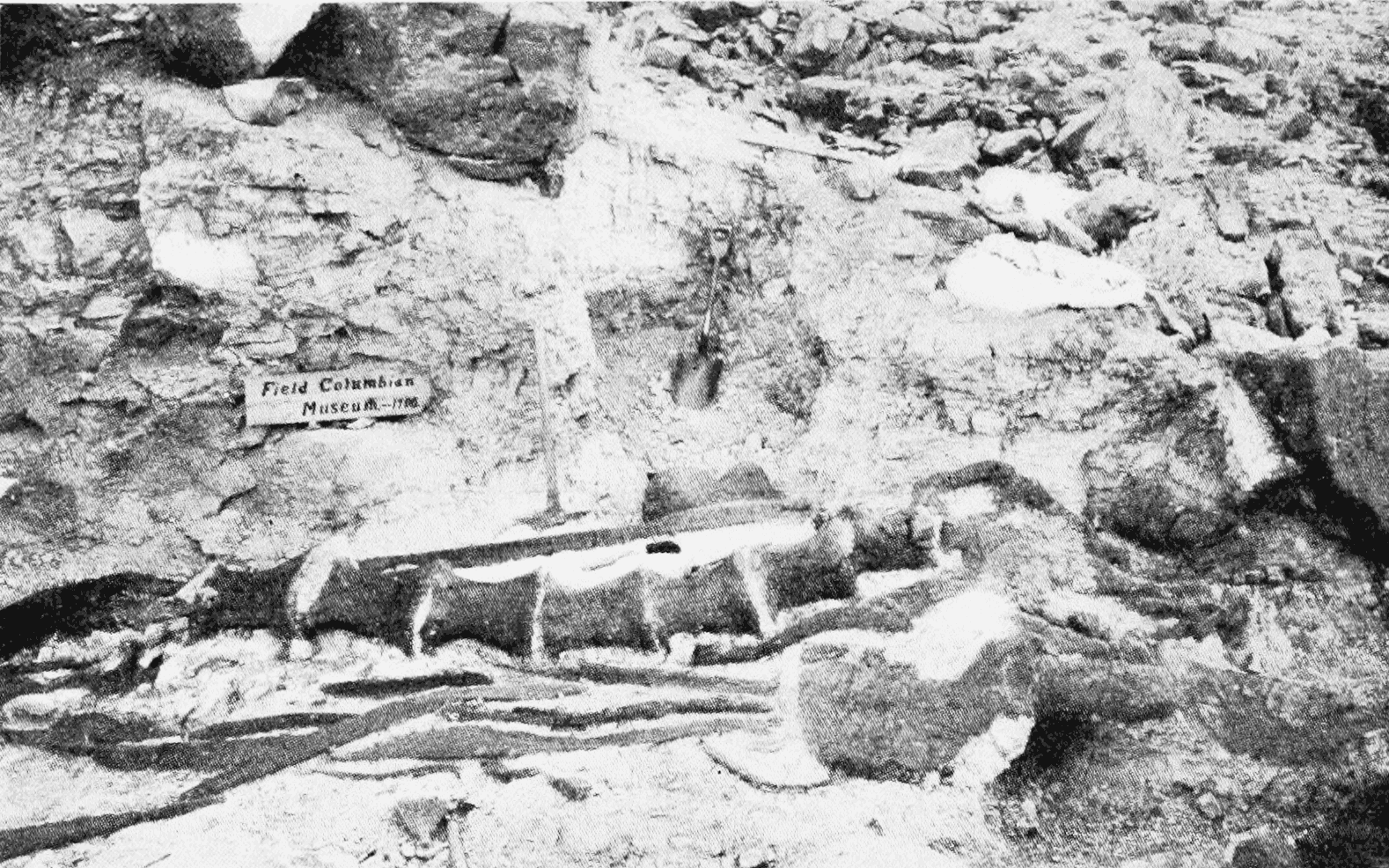
Materiale olotipo durante gli scavi

Il genere Brachiosaurus, e la sua specie tipo B. altithorax, si basa su uno scheletro postcraniale parziale rinvenuto a Fruita, nella valle del fiume Colorado, Colorado occidentale. Questo esemplare fu raccolto nelle rocce del bacino Brushy, membro della Formazione Morrison nel 1900 da Elmer S. Riggs ed il suo team, per conto del Field Columbian Museum (oggi Field Museum), di Chicago. Il fossile è attualmente catalogato come FMNH P 25107. Riggs ed il suo team stavano lavorando sulla zona grazie alla corrispondenza tra Riggs e SM Bradbury, un dentista nella vicina Grand Junction. Nel 1899, Riggs aveva inviato delle richieste di informazioni sui luoghi rurali nell'ovest degli Stati Uniti, nella speranza di trovare fossili, e Bradbury, anch'esso un collezionista dilettante di fossili, che fin dal 1885 in quella zona era state rinvenute delle ossa di dinosauro. Fu proprio uno degli assistenti di Riggs a ritrovare il fossile FMNH P 25107,, il 4 luglio 1900. La località del ritrovamento, Riggs cava 13, si trova su una piccola collina oggi conosciuta come Riggs Hill e contrassegnata da una targa. Ulteriori fossili di Brachiosaurus furono riportati dalla Riggs Hill, ma tali reperti furono oggetto di vandalismo. Nel 1901 Riggs pubblicò un breve rapporto, dove descrisse l'insolita lunghezza dell'omero rispetto al femore e le sue dimensione complessiva, le proporzioni da giraffe, nonché il minore sviluppo della coda, ma non pubblicò un nome per questo nuovo dinosauro. Le cifre estrapolate dai pochi fossili ritrovati fecero pensare a Riggs (1901) di aver ritrovato il più grande dinosauro mai scoperto. Solo nel 1903, Riggs pubblicò la sua scoperta dando al dinosauro il nome di Brachiosaurus altithorax, fornendo una descrizione più dettagliata in una monografia nel 1904. Il nome generico, Brachiosaurus, deriva dal greco antico brachion/βραχιων che significa "braccio" e sauros/σαυρος che significa "lucertola", in riferimento alla lunghezza delle braccia piuttosto insolita per un sauropode. Il nome specifico, altithorax, fu scelto per la presenza di una cavità toracica insolitamente profonda e larga, dal latino altus significa "profonda", mentre in greco thorax/θώραξ significa "torace".

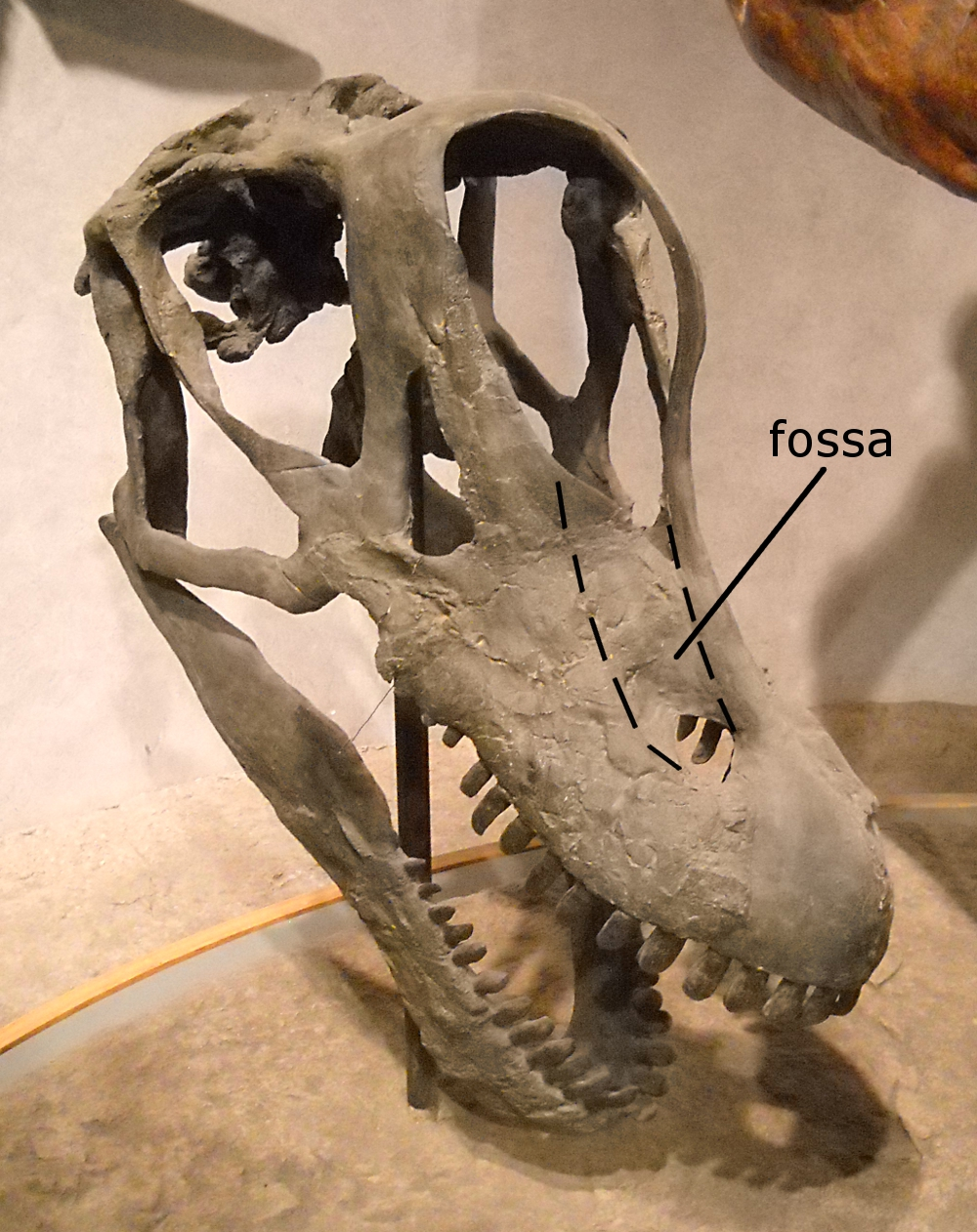
Cranio di Brachiosaurus di Felch Quarry, ricostruito da Carpenter e Tidwell

Lo scheletro di Fruita non erano le prime ossa di Brachiosaurus scoperte, anche se furono le prime ad essere riconosciute come tali. Nel 1883, fu ritrovato il teschio di sauropode vicino a Garden Park, Colorado, a Felch Cava 1, venendo poi inviato ad Othniel Charles Marsh (all'epoca famoso per la sua "Guerre delle Ossa"). Ignorando la sua vera identità, Marsh incorporò il cranio nella sua ricostruzione dello scheletro di Brontosaurus, venendo integrato nella collezioni del National Museum of Natural History, come USNM 5730. Nel 1970, quando Jack McIntosh e David Berman stavano lavorando sulla vera identità del vero cranio di Apatosaurus, rivalutato il cranio di Garden Park come più simile a Camarasaurus. Il cranio venne descritto e riconosciuto come il cranio di un Brachiosaurus solo nel 1998 da Kenneth Carpenter e Virginia Tidwell, come forma intermediaria tra Camarasaurus e Giraffatitan (allora ancora considerato una specie africana di Brachiosaurus). Poiché non ci sono parti sovrapposte tra questo cranio e il campione FMNH P 25107, esso non può essere assegnato con sicurezza ad una specie in particolare, motivo per cui è classificato come Brachiosaurus sp.

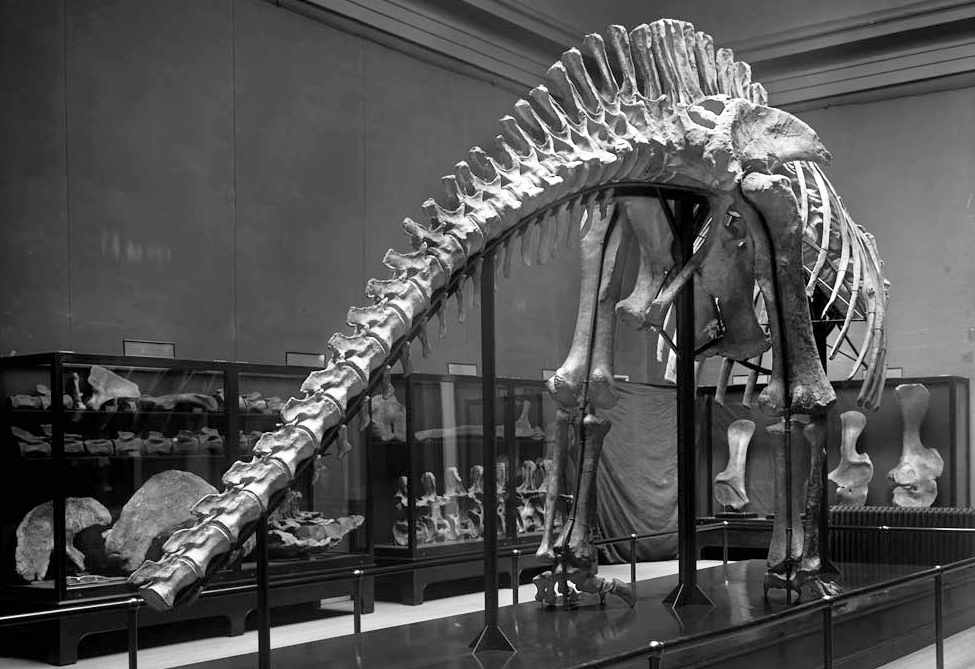
Scheletro di Apatosaurus recentemente svelato, nel padiglione 35 del Field Columbian Museum (ora Field Museum), con l'olotipo di Brachiosaurus ed altre ossa di dinosauro nelle teche di vetro dietro lo scheletro, 1909

La preparazione dell'esemplare P 25107, l'olotipo di Brachiosaurus, iniziò nell'autunno del 1900, poco dopo l'essere stato raccolto da Elmer Riggs per il Field Museum (Chicago). Quando la preparazione delle ossa fu finita, il fossile venne messo in mostra in una teca di vetro nel padiglione 35 del Palazzo delle Belle Arti della Fiera Colombiana di Chicago, la prima casa del Field Museum. Tutte le ossa furono esposte dal 1908, non appena il Field Museum mise in mostra il suo appena montato scheletro di Apatosaurus. Purtroppo la scheletro di Brachiosaurus era noto solo al 20% pertanto non era ancora possibile fare un ricostruzione scheletrica adeguata. Nel 1993, le ossa dell'olotipo furono studiate e replicate per montare uno scheletro a grandezza naturale di Brachiosaurus, mentre le ossa mancanti vennero modellate sulla base del materiale di Giraffatitan, esposte a Berlino. Questo scheletro di plastica fu montato nel 1994, e messo in mostra a nord della Stanley Field Hall, la sala espositiva principale del Field Museum. Le vere ossa dell'olotipo furono invece messe in mostra in due teche di vetro di grandi dimensioni, alle due estremità dello scheletro montato. Lo scheletro rimase al museo fino al 1999, quando venne spostato al B Concourse della United Airlines nel terminale uno dell'aeroporto internazionale di Chicago-O'Hare, per fare spazio nel museo al suo nuovo acquisto, lo scheletro del Tyrannosaurus 'Sue'. Allo stesso tempo, il Field Museum montò una seconda replica dello scheletro in plastica (progettato per uso esterno), tuttora esposto all'esterno del museo sulla terrazza NW. Le uniche vere ossa attualmente in mostra sono l'omero e due vertebre dorsali, esposte nella sala Mesozoic Hall of the Field Museum's Evolving Planet.

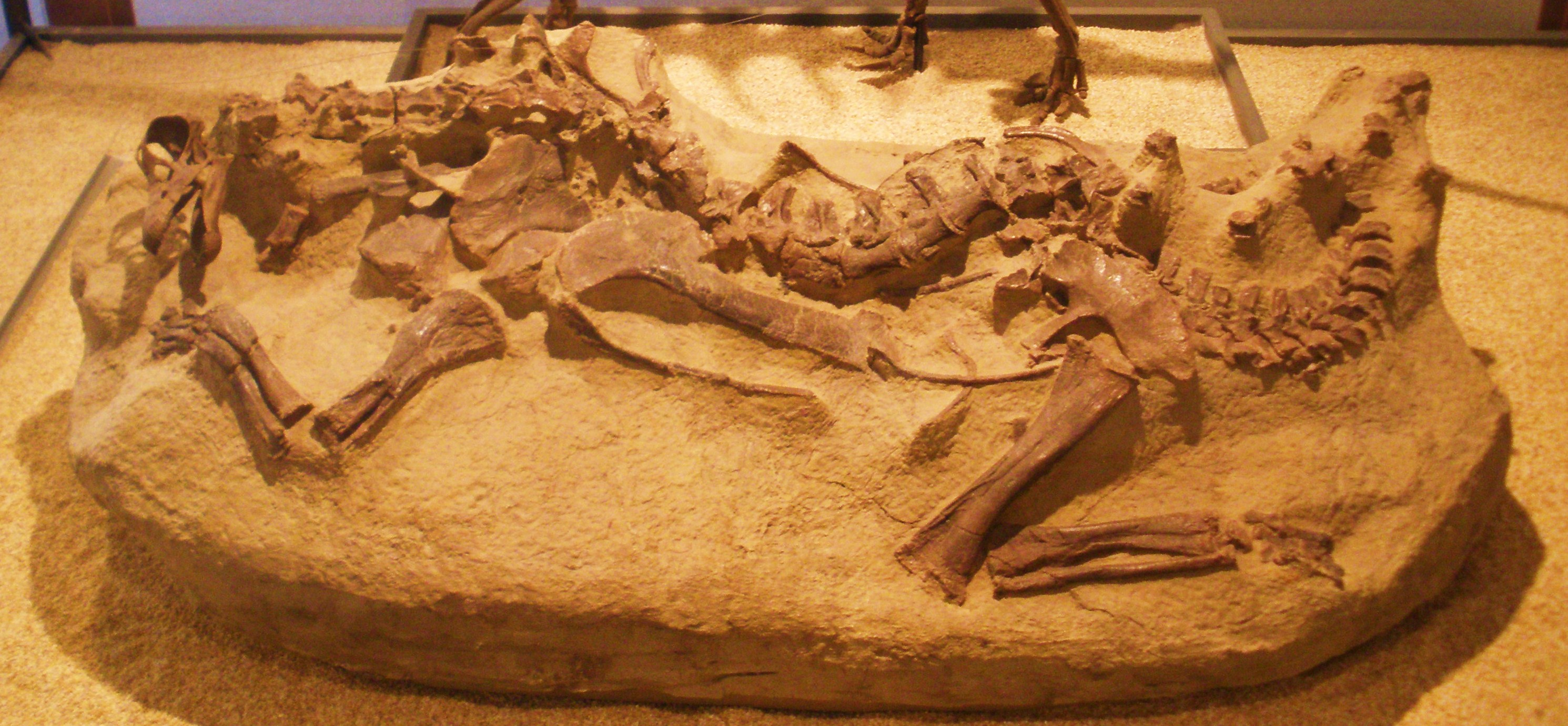
Fossile di un giovane Brachiosaurus sp., esemplare SMA 0009

Ad eccezione dell'olotipo, i fossili di Brachiosaurus in Nord America sono piuttosto rari e le scoperte di nuovi materiali comprendono solo una manciata di ossa. Il materiale descritto dal Colorado, Oklahoma, Utah e Wyoming, e del materiale non descritto, sono solo alcuni menzionati da diversi altri siti. Uno di questi campioni, una scapola proveniente da Dry Mesa Quarry, Colorado, fu uno degli esemplari al centro della controversia di Supersaurus/Ultrasauros, negli anni 1980 e 1990. Nel 1985, James A. Jensen descrisse i resti di un sauropode disarticolato come appartenenti a diversi taxa, tra cui i nuovi generi Supersaurus e Ultrasaurus, quest'ultimo rinominato in seguito Ultrasauros, perché un altro sauropode aveva già quel nome. Uno studio successivo dimostrò che il materiale di "Ultrasauros" apparteneva in realtà a Supersaurus, tranne la scapola. Poiché l'olotipo di Ultrasauros, una vertebra dorsale, è stata uno degli esemplari che era in realtà di Supersaurus, il nome Ultrasauros è sinonimo di Supersaurus. La scapola è oggi assegnata a Brachiosaurus, sebbene la specie sia incerta. Inoltre, l'"ultrasauro" del Dry Mesa Quarry non era grande come si pensava; le dimensioni della scapola indicano che l'animale era più piccolo del campione originale Riggs.

## Paleobiologia

### Posizione del collo

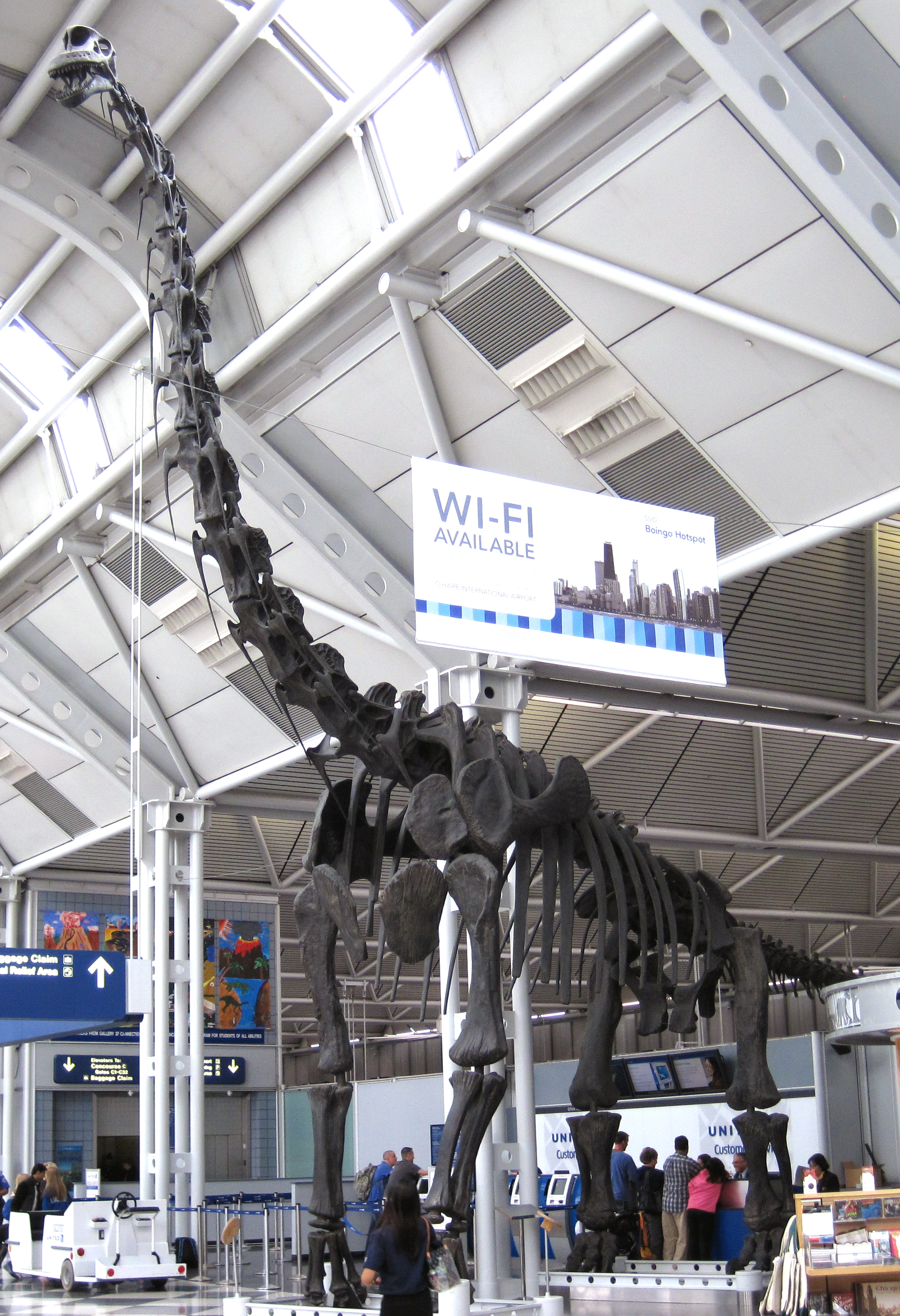
Scheletro di Brachiosaurus, esposto all'aeroporto internazionale di Chicago-O'Hare

A differenza di molti altri sauropodi, i brachiosauridi avevano la parte posteriore del busto inclinata verso il basso, soprattutto a causa degli arti anteriori più lunghi di quelli posteriori. Pertanto il collo dell'animale formava già da sé una linea retta, rimanendo eretto verso l'alto. L'angolo esatto è influenzato da come la cintura pettorale viene ricostruita, e come le scapole siano collocate al torace. Secondo i paleontologi Stevens e Parrish la mobilità del collo doveva essere piuttosto limitata, mentre altri ricercatori come Paul, Christian e Dzemski sostengono che i colli fossero molto flessibili.

### Dieta
Fin dalla sua scoperta, il Brachiosaurus è sempre stato visto come l'equivalente preistorico delle giraffe, e come quest'ultime probabilmente pascolava sulle cime degli alberi ben sopra il suolo. Anche se non teneva il collo verticale, tenendolo invece dritto rispetto alla linea del corpo, la sua testa raggiungeva comunque i 9 metri (30 piedi) d'altezza dal suolo. Probabilmente l'animale si nutriva principalmente di fogliame al sopra dei 5 metri (16 piedi) d'altezza. Ciò non esclude la possibilità che si nutrisse anche di vegetazione più bassa a volte, dai 3 ai 5 metri (9,8-16,4 piedi). La sua dieta consisteva probabilmente in foglie e rami di ginkgo, conifere, felci arboree e grandi cycadi, con un'assunzione alimentare stimato a 200-400 chilogrammi (440-880 libbre) di materia vegetale al giorno. Tuttavia, studi più recenti stimano che 240 kg (530 libbre) di materia vegetale giornaliere sarebbero state sufficienti ad alimentare un sauropode di 70 tonnellate (77 tonnellate corte), pertanto il Brachiosaurus poteva richiedere soltanto circa 120 kg (260 libbre) di materiale vegetale giornaliero. La mandibola dei brachiosauri non consentiva molti movimenti, pertanto l'animale poteva solo abbassare e rialzare la mandibola. I denti erano disposti in modo tale da tagliare e strappare il duro materiale vegetale.
È stato più volte suggerito, come ad esempio nel film Jurassic Park, che il Brachiosaurus potesse ergersi sulle zampe posteriori, puntellandosi sulla coda, per raggiungere le fronde più alte. Tuttavia, una dettagliata analisi fisica sulle capacità dei sauropodi di impennarsi sugli arti anteriori, di Heinrich Mallison ha dimostrato che, mentre molti altri sauropodi sarebbero stati in grado di alzarsi sulle zampe posteriori, l'insolita forma corporea dei brachiosauridi e la diversa lunghezza dei loro arti, li avrebbe resi poco adatti all'impennarsi. La posizione avanzata del baricentro, inoltre, avrebbe comportato vari problemi di stabilità, e richiesto una grande forza di fianchi per ottenere una postura eretta. Il Brachiosaurus in particolare avrebbe potuto ben poco beneficiare nell'ergersi sulle zampe posteriori, che essendo più corte delle anteriori, avrebbe consentito di guadagnare in altezza solo il 33% in più di altezza per nutrirsi, rispetto ad altri sauropodi, che grazie a questo comportamento avrebbero triplicato l'altezza per alimentarsi.

### Metabolismo
Come tutti i sauropodi, il Brachiosaurus era omeotermo (mantenendo una temperatura interna stabile) ed endotermico (controllava la temperatura corporea attraverso mezzi interni), il che significa che era in grado di controllare la sua temperatura corporea attivamente ("sangue caldo"), producendo il calore necessario attraverso un alto tasso metabolico basale delle sue cellule. In passato, il Brachiosaurus è stato utilizzato come esempio di dinosauro per cui era improbabile ipotizzare l'endotermia, a causa della combinazione di grandi dimensioni (che avrebbe causando un surriscaldamento) e il grande fabbisogno calorico alimentare da sostenere. Tuttavia, questi calcoli sono basati su informazioni errate sulle superfici di raffreddamento disponibili (i grandi alveoli aeriferi all'interno delle ossa non erano noti), ed una massa corporea grossolanamente eccessiva. Queste imprecisioni portarono alla sovrastima della produzione di calore e alla sottovalutazione della perdita di calore. È stato anche ipotizzato che il grande arco nasale fosse un adattamento per il raffreddamento del cervello, come superficie di raffreddamento per l'evaporazione del sudore.

## Paleoecologia
Con la rimozione della specie africana nel proprio genere Giraffatitan, Brachiosaurus è conosciuto solo dalla Formazione Morrison, del Nord America occidentale. La Formazione Morrison viene interpretata come un ambiente semiarido caratterizzato da una stagione secca e delle piogge, e piatte pianure. La vegetazione variava dalle foreste a galleria (foreste che si formano attorno ad un fiume, in ambienti altrimenti senza alberi) di conifere, felci arboree e felci, alle savane puntellate di felci e alberi Araucaria. La Formazione Morrison è famosa per la gran quantità di sauropodi presenti, che tra loro differivano nelle proporzioni del corpo e nelle abitudini alimentari. Tra questi vi erano Apatosaurus, Brontosaurus, Barosaurus, Camarasaurus, Diplodocus, Haplocanthosaurus e Supersaurus. Il Brachiosaurus è anche uno dei sauropodi più rari del suo ambiente. In un sondaggio di oltre 200 frazioni fossili, John Foster riferì solo 12 esemplari del genere, paragonabili a Barosaurus (13) e Haplocanthosaurus (12), ma molto meno di Apatosaurus (112), Camarasaurus (179) e Diplodocus (98). I fossili di Brachiosaurus si trovano solo nella parte medio-bassa della Formazione Morrison (zona stratigrafica 2-4), datato a circa 154-153 milioni di anni fa, a differenza di molti altri tipi di sauropodi che sono stati trovati per tutta la formazione.

## Nella cultura di massa

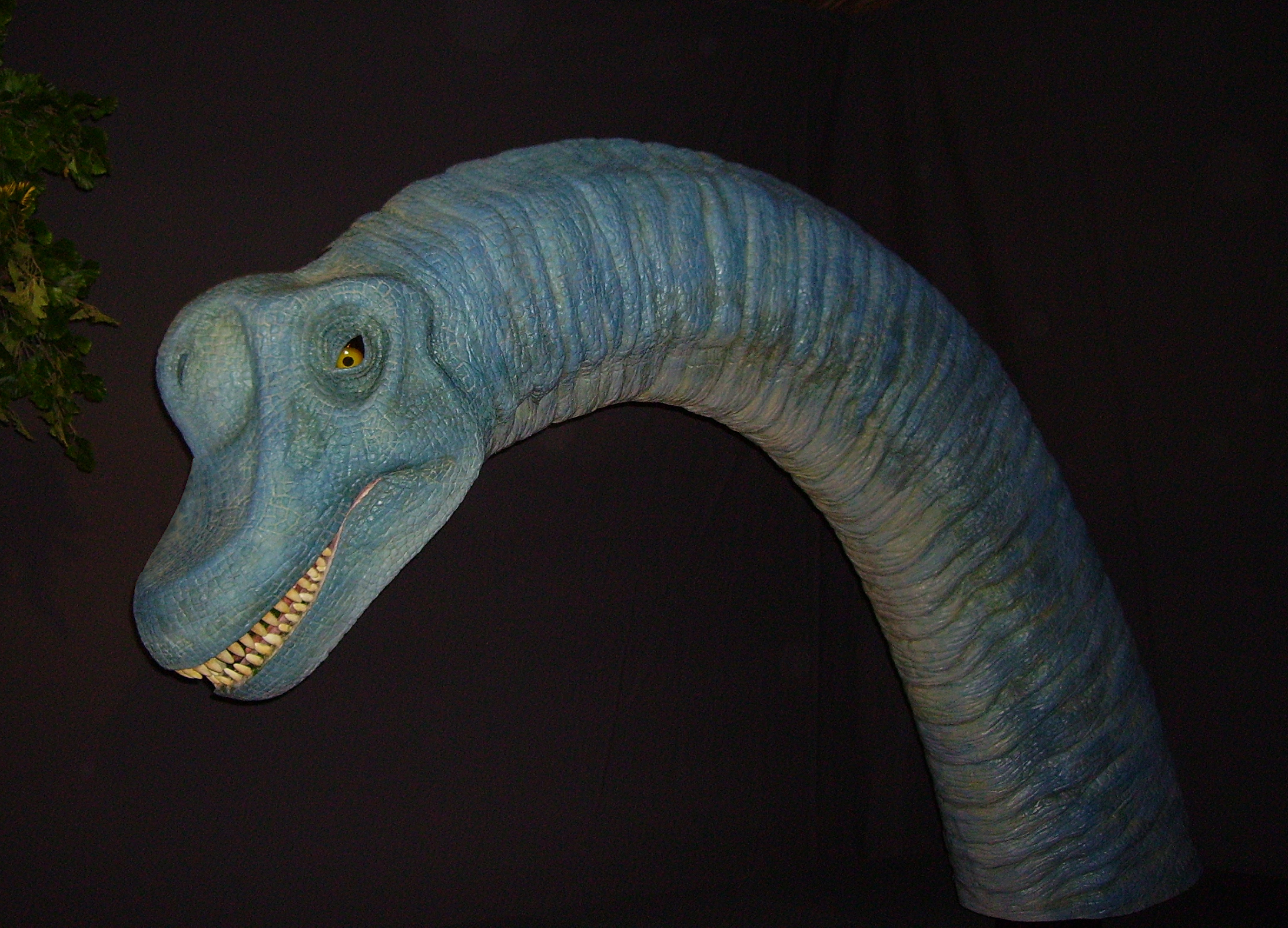
Ricostruzione di testa e collo di Brachiosaurus. Un tempo si pensava che le narici dell'animale si trovassero sulla fronte, ma oggi sappiamo che in realtà erano posizionate sulla punta del muso come in tutti i sauropodi

In un primo momento, Riggs cercò di limitare la diffusione pubblica della scoperta. Durante una conferenza rivolta agli abitanti di Grand Junction, tenutasi il 27 luglio 1900 e accompagnata da diapositive proiettate con lanterna magica, illustrò l’evoluzione generale dei dinosauri e i metodi di esplorazione utilizzati dalle spedizioni museali, senza però menzionare di aver appena rinvenuto un esemplare spettacolare. Temeva infatti che altri gruppi di ricerca, venuti a conoscenza della scoperta, potessero accorrere sul posto e sottrarre i fossili migliori ancora da recuperare. Una settimana dopo, tuttavia, il suo ospite Bradbury pubblicò un articolo sul Grand Junction News in cui annunciava il ritrovamento di uno dei dinosauri più grandi mai scoperti. Il 14 agosto, anche il The New York Times riportò la notizia. All'epoca, i dinosauri sauropodi suscitavano grande interesse nel pubblico per le loro enormi dimensioni, spesso esagerate dai giornali sensazionalistici. Riggs, nelle sue pubblicazioni, sfruttò questa attrattiva enfatizzando la straordinaria mole del Brachiosaurus. Oggi, repliche scheletriche del Brachiosaurus sono visibili a Chicago, Illinois: una all'esterno del Field Museum e un'altra all’interno dell'aeroporto Internazionale di Chicago-O'Hare.
Grazie alle sue grandi dimensioni e all'errata convinzione che sia il più grande animale mai apparso sulla terra, il Brachiosaurus è uno dei dinosauri più conosciuti tra i paleontologi ed il grande pubblico. Tuttavia la maggior parte delle ricostruzioni e delle rappresentazioni nei media di Brachiosaurus si basano in realtà sui più abbondanti resti africani del genere noto come Giraffatitan. Ciò significa che i Brachiosaurus apparsi in media come Jurassic Park (1993) e Nel mondo dei dinosauri (1999) e nella maggior parte delle rappresentazioni più famose di questo animale, sarebbero in realtà dei Giraffatitan. Queste rappresentazioni, inoltre, spesso perpetrano certi errori anatomici ormai screditati dagli scienziati, come le narici poste sulla sommità del cranio, che ormai sono divenuti parte integrante del design riconosciuto dal grande pubblico nonostante la sua inaccuratezza, ed un numero sbagliato di artigli per ogni piede. Una fascia principale di asteroidi, 1991 GX 7, è stato nominato 9954 Brachiosaurus in onore del genere.
Il modello digitale del Brachiosaurus utilizzato in Jurassic Park, è diventato il punto di partenza per il modello digitale del Ronto, una bestia immaginaria, per essere inserito nell'edizione speciale del film di fantascienza Guerre stellari (1977).